# Vilice
Vilice (německy Willitz) jsou obec v okrese Tábor v Jihočeském kraji. Správní oblast obce k sobě přiřazuje i malé obce Zátiší, Hrnčíře, Kříženec a přilehlou chatovou oblast. Žije zde 153 obyvatel. Od roku 1999 patří do svazku 22 obcí v programu mikroregion Venkov.

## Poloha a vybavení obce
Na západ od Vilic se nachází Husí hora (532 m n. m.), na jejímž úbočí se na hranici lesa nachází chatová osada. Mezi Husí horou a Vilicemi je soustava tří rybníků: Prvák, Druhák a Třeťák v minulosti nazývaných Velký Vilický rybník, Vilický rybník a rybník Biřička. Z nich vytéká Vilický potok, který se pak vlévá do Blanice. Na jihovýchodě nad vesnicí ční kopec Hůrka (686 m n. m.).
Vilicemi vede silnice z Mladé Vožice do Načeradce, ve vesnici se nachází hospoda, kulturní dům a malé fotbalové hřiště. Součástí obecního úřadu je i malá knihovna. Z Vilic je autobusové spojení do Mladé Vožice, autobusová linka jezdí po trase Hrnčíře – Vilice – Bzová – Běleč – Mladá Vožice.

## Historie
První písemná zmínka o obci pochází z roku 1377.

## Obyvatelstvo
| Rok            | 1869 | 1880 | 1890 | 1900 | 1910 | 1921 | 1930 | 1950 | 1961 | 1970 | 1980 | 1991 | 2001 | 2011 | 2021 |
| -------------- | ---- | ---- | ---- | ---- | ---- | ---- | ---- | ---- | ---- | ---- | ---- | ---- | ---- | ---- | ---- |
| Počet obyvatel | 558  | 547  | 557  | 484  | 517  | 515  | 429  | 312  | 311  | 281  | 242  | 206  | 182  | 158  | 134  |
| Počet domů     | 69   | 72   | 76   | 78   | 73   | 75   | 83   | 77   | 75   | 73   | 68   | 86   | 85   | 85   | 84   |

## Obecní správa
Mezi lety 1850–1929 patřily Vilice jako osada obce k Bělči v okrese Tábor. V letech 1930–1980 byly obcí v okrese Tábor (1869–1930), poté v okrese Votice (1950) a později opět v okrese Tábor. Od 1. července 1980 do 23. listopadu 1990 patřily jako část města k Mladé Vožici a od 24. listopadu 1990 jsou opět samostatnou obcí.

### Části obce
- Hrnčíře
- Vilice

### Obecní symboly
Znak a vlajka byly obci uděleny rozhodnutím předsedkyně Poslanecké sněmovny Parlamentu České republiky dne 19. května 2025.

## Galerie

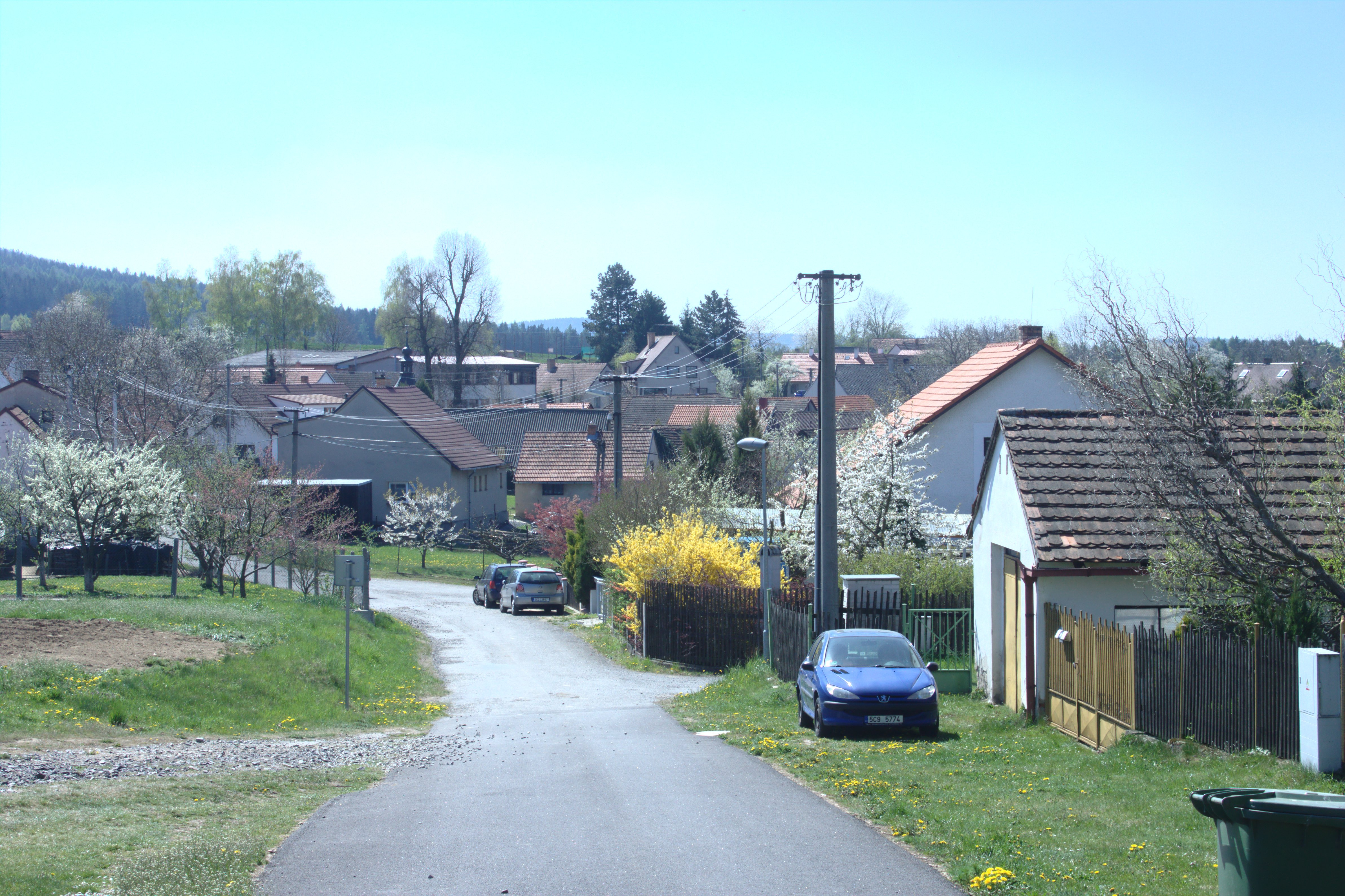
Domy
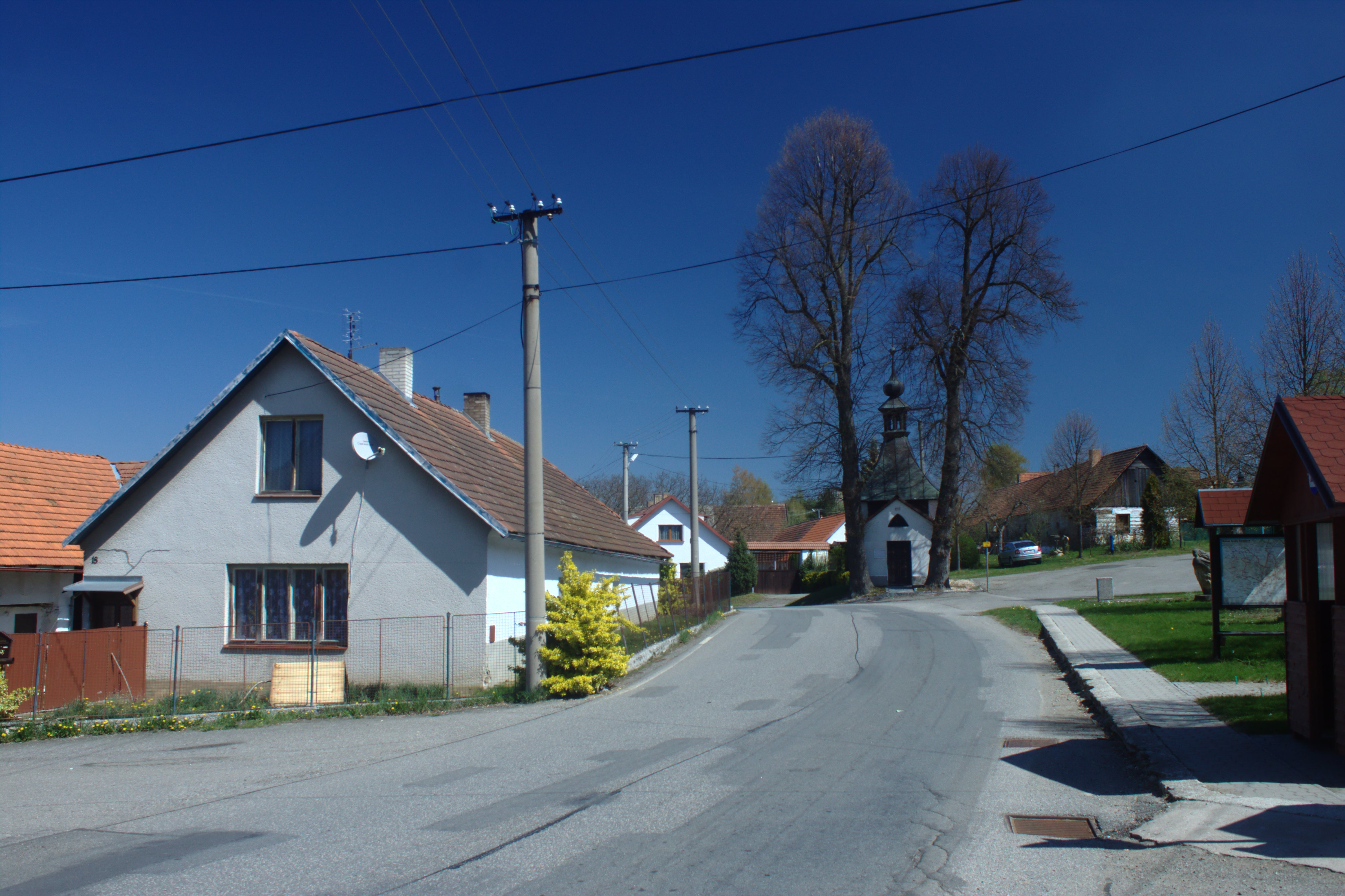
Náves s kapličkou
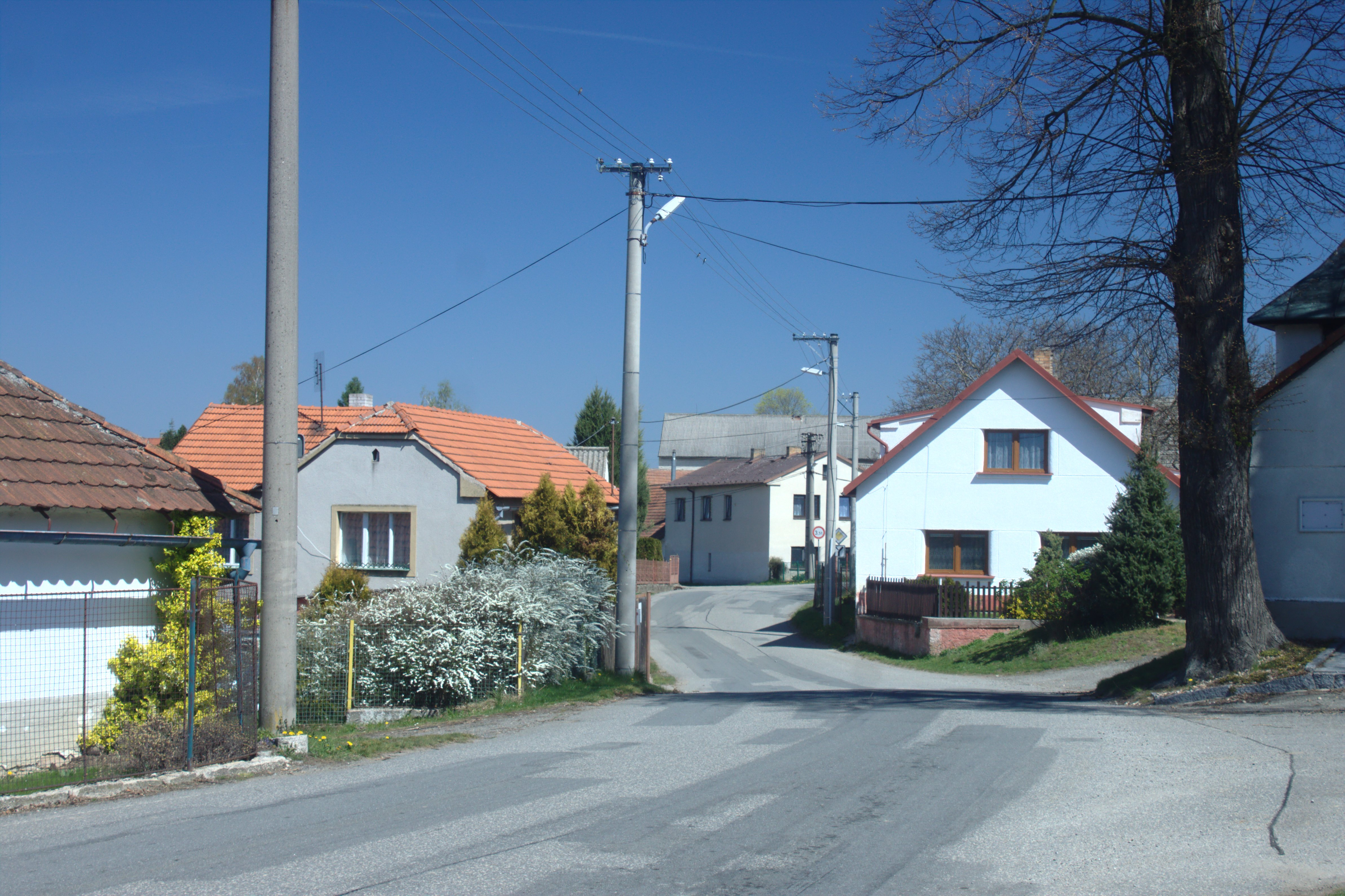
Domy na návsi